# ハッセンドルフ
ハッセンドルフ（ドイツ語: Hassendorf、低地ドイツ語: Hassendörp）は、ドイツ連邦共和国ニーダーザクセン州のローテンブルク（ヴュンメ）郡に属す町村（以下、本項では便宜上「町」と記述する）で、ザムトゲマインデ・ゾットルムを構成する町村の一つである。町域の南端はヴュンメ川に面している。

## 歴史
この町は1299年のブレーメン大司教の文書に「Hercenthorpe」という名で初めて記録されている。1813年、ナポレオンのロシア遠征での敗北を承けて、ナポレオン軍が建設した軍事道路（現在の連邦道B75号線）上でハッセンドルフの戦いが行われた。

## 行政

### 議会
ハッセンドルフの町議会は11議席からなる。

### 首長
町長は1994年からクラウス・ドライヤー (SPD) が務めている。

### 紋章
銀地に赤い壁状の2本の柱とその間に渡された梁。梁の上には青いオークの実。梁の下には青い羊飼いのスコップ。
レンガの柱と梁は、かつてこの町にあったレンガ工場を表している。また、それがH型になっていることで、町の頭文字を示している。赤 - 白の色はニーダーザクセンへの帰属を表し、それに青を加えた3色でこの町に軍事道路を建設したフランスを象徴している。羊飼いのスコップは牧羊を表している。

## 文化と見所

### クラブ・サークル
- ハッセンドルフ歌唱サークルは1975年に結成された[2]。
- TVハッセンドルフ（1947年創設）は500人以上の会員を擁し、サッカー、卓球、体操といった種目がある。
- ハッセンドルフ自衛消防団は、低地ドイツ演劇週間（12月初め）や復活祭の花火（復活祭の日曜日）に毎年参加している。
- ハッセンドルフ射撃協会は、射撃祭（被昇天の祝日とその次の土曜日）や収穫祭のパレード（9月の第2土曜日）に参加する。

## 経済と社会資本

### 交通
連邦道B75号線がこの町を通っている。この道路はゾットルム・インターチェンジでアウトバーンA1号線に接続する。鉄道へのアクセスもゾットルム経由である（ハンブルク - ブレーメン線ゾットルム駅）

## 引用
1. ↑  Landesamt für Statistik Niedersachsen, LSN-Online Regionaldatenbank, Tabelle A100001G: Fortschreibung des Bevölkerungsstandes, Stand 31. Dezember 2023
2. ↑  ハッセンドルフ歌唱サークル